# Antiglobalisering

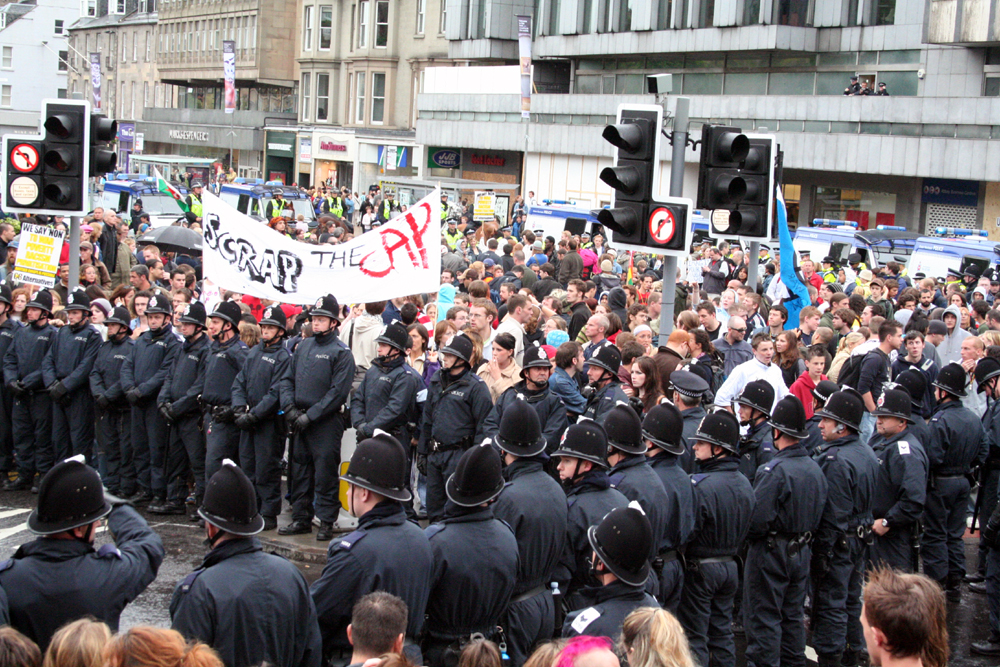
Demonstrationer i Edinburgh mot ekonomisk globalisering, 2005.

Antiglobalisering är en politisk term som syftar på kritik av ekonomisk globalisering. 
Anhängare av antiglobaliseringen föredrar begreppet global rättvisa, eftersom de inte är kritiska mot globalisering i sig. De förespråkar bättre demokratisk representation, främjande av mänskliga rättigheter, rättvis handel och hållbar utveckling. 
Kritiken mot ekonomisk globalisering riktar sig framför allt mot nyliberalism och centrering av makt hos stora, multinationella företag och internationella finansinstitut. Specifikt anklagas dessa för att använda sig av handelsavtal och avreglerade finansmarknader för att maximera vinster på bekostnad av arbetares rättigheter. Det leder till sämre arbetsmiljö och säkerhet för anställda, lägre löner, urholkat miljöskydd, svagare demokrati och färre möjligheter för lokala politiker och organisationer att påverka.
Under 2010-talet har förändringar i den globala ekonomin också beskrivits som "turbokapitalism" (Edward Luttwak), "marknadsfundamentalism" (George Soros), "kasinokapitalism" (Susan Strange), och som "McWorld "(Benjamin Barber).

## Den globala rättviserörelsen
Den globala rättviserörelsen är en global folkrörelse som uppstod i slutet av 1990-talet. Den består av ett löst sammanbundet nätverk av organisationer med stor variation i åsikter och metoder.  
I början arrangerade rörelsen demonstrationer mot toppmöten, bland annat i Seattle, Prag, Göteborg och Genua. Senare skiftade fokus till skapandet av mötesplatser som World Social Forum i Porto Alegre, Bombay och Nairobi, och regionala, nationella och lokala sociala forum.
Bland organisationer och nätverk med kopplingar till den globala rättviserörelsen finns bland andra EZLN i Mexiko, Jordlösa Lantarbetares Rörelse i Brasilien, Narmada Bachao Andolan i Indien och den internationella fredsrörelsen. I Sverige har organisationen Attac, och kyrkor och fackföreningar verksamma i Jubel 2000-kampanjen varit en del av rörelsen. 
Populära mål för kritik och demonstrationer är organisationer som G8 och WTO men även företag som McDonald's och Monsanto. 

### Förgrundsfigurer
- Antonio Negri
- Jose Bové
- Susan George (politisk forskare)
- Naomi Klein
- Noreena Hertz

### Demonstrationer
- 30 november 1999, WTO-möte i Seattle, USA
- 15-16 juni 2001, EU-toppmöte i Göteborg, Sverige
- 20 juli 2001, G8-möte i Genua, Italien